# Ароматичність Мебіуса

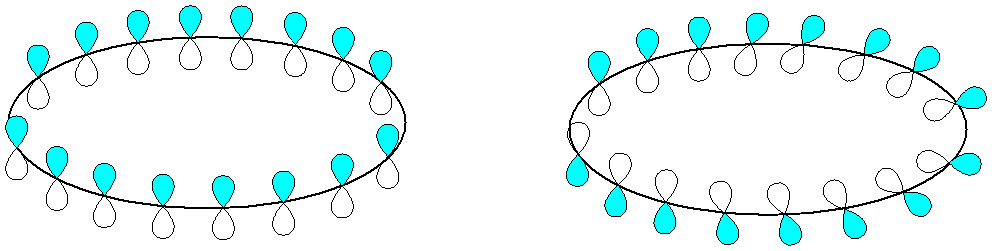
Перекриття атомних p-орбіталей з утворенням молекулярної орбіталі гюккелівського (ліворуч) та мебіусівського (праворуч) типу

Ароматичність Мебіуса (рос. ароматичность Мебиуса, англ. Möbius aromaticity) — термін в органічній хімії, який описує наявність в молекули спряженої циклічної π-орбіталі, яка має топологію стрічки Мебіуса, тобто в наборі p-орбіталей у моноциклі є непарне число перекривань орбіталей, що не збігаються за фазами. У цьому випадку система з 4n електронами стабілізована (ароматична), а з 4n+2 — дестабілізована (антиароматична), що є протилежністю до ароматичності Гюккеля.
Першим прикладом такої сполуки став синтезований у 2003 році вуглеводень з 16-членним циклом, що містить 8 подвійних зв'язків (4n π-електронна система).  Набагато більше прикладне значення концепція ароматичності Мебіуса має для опису перехідних станів перициклічних реакцій, що дозволяє правильно інтерпретувати стереохімію продуктів.